# Pikakannu
Pikakannu es una aldea del municipio de Võru, en el condado de Võru, Estonia. Tiene una población estimada, en 2021, de 12 habitantes.
Está ubicada en el centro del condado, a poca distancia al oeste de la orilla sudoccidental del lago Peipus y de la frontera con Rusia, y al sur de la frontera con el condado de Põlva.